# Юн Ула Санн
Юн Ула Санн (норв. Jon Ola Sand; 21 грудня 1961, Осло, Норвегія) — норвезький журналіст, режисер та продюсер; супервайзер у «Європейській мовній спілці».

## Життєпис
У 2010 році Юн Ула Санн став виконавчим продюсером пісенного конкурсу «Євробачення-2010», що проходив в Осло. 26 листопада того ж року за рішенням «Європейської мовної спілки» його призначили на посаду супервайзера. Рішення набуло чинності з 1 січня 2011 року, коли з посади пішов Сванте Стокселіус.